# Люй Шао
Люй Шао (кит. трад.: 呂紹; піньїнь: Lü Shao; помер 400) — другий імператор Пізньої Лян періоду Шістнадцяти держав.

## Життєпис
Був сином і спадкоємцем Люй Ґуана. Зійшов на трон після смерті батька 400 року. Він отримав від свого батька наказ цілковито довіряти своїм братам. Утім вони зрадили нового правителя, підбуривши проти нього повстання. Ті заворушення завершились тим, що Люй Шао втік з палацу та покінчив життя самогубством.